# As Irmãs Vane
"As Irmãs Vane" é um conto de Vladimir Nabokov, escrito em março de 1951. É famoso por fornecer um dos exemplos mais extremos de um narrador não confiável. Foi publicado pela primeira vez na edição de inverno de 1958 da The Hudson Review e depois reimpresso em Encounter durante 1959. A história foi incluída em Nabokov's Quartet (1966), Nabokov's Congeries (1968; reeditado como The Portable Nabokov, 1971), Tyrants Destroyed and Other Stories (1975), e The Stories of Vladimir Nabokov (1995).
O conto gira em torno de dois professores, um dos quais é o narrador, e seus respectivos casos com as duas irmãs Vane, para quem a história é intitulada. O narrador relata suas experiências com as duas irmãs e, finalmente, medita sobre a possibilidade de intervenção por fantasmas em sua realidade.

## Enredo
A história começa em um domingo à noite com o narrador, um professor de literatura francesa em um colégio de meninas, correndo para seu ex-colega D. a quem não tem visto nos últimos quatro anos. Em meio a seu passeio à tarde como de costume, o narrador, que se orgulha de seu olho afiado, fixa em cima de sincelos que gotejam de um beiral nas proximidades com tal meditação intensa que ele segue sua trilha aquática para Kelly Road, onde D. costumava viver. Fixado e em consciência crua, ele continua a andar, até que suas observações o levam para a periferia da cidade, onde pega o vislumbre de sombras avermelhadas emitidas por um medidor de estacionamento e um sinal de restaurante. Lá, ele vê D.  que está passando por um caminho de Albany a Boston, e D. casualmente lhe informa que Cynthia Vane, com quem o narrador teve um relacionamento curto, morreu—um fato que D. soube através de seu advogado.
A história então muda para a recontagem do narrador de suas experiências iniciais com Cynthia e sua jovem irmã Sybil. Embora casado, D. tinha se envolvido em um caso com a estudante do narrador, Sybil. Cynthia primeiro aborda o narrador na esperança de recrutá-lo a terminar o caso, instruindo o narrador em contar para D. que ele não deve se divorciar de sua esposa ou renunciar ao seu cargo com a faculdade. No entanto, ao confrontar D. sobre o caso, D. garante ao narrador que ele e sua esposa estão se mudando para Albany, onde ele planeja trabalhar na firma de seu pai e que é esperado que o caso se dissolva logo em seguida.
No dia seguinte, o narrador dá a sua aula de literatura francesa, de que Sybil é em parte, uma examinação. Mas ao ler o trabalho mal construído de Sybil, ele encontra a mensagem: "A morte não era melhor do que D menos, mas definitivamente melhor do que a vida menos D." É tarde demais, e Cynthia o chama apenas para descobrir que Sybil cometeu suicídio, às 8 horas da manhã.
Quatro a cinco meses após a morte de Sybil, o narrador começa a ver Cynthia regularmente e, como resultado mergulha nas filosofias de Cynthia sobre o espiritualismo e ocultismo. Ele vai a festas junto com o círculo de crentes de Cynthia, e ouve atentamente a teoria de Cynthia de que os mortos controlam tudo, de mudança de curso de acontecimentos por minuto até incidentes impressionantes. Não convencido, no entanto, o narrador ridiculariza as procuras de Cynthia por acrósticos, e divertidamente crítica os convidados da festa de Cynthia em uma nota, a qual Cynthia ferozmente reage chamando-o de "pedante" e "esnobe". Esse incidente decisivamente termina seu relacionamento.
A história retorna aos acontecimentos imediatos seguindo com o encontro do narrador com D. Sabendo da morte de Cynthia, de repente ele está frenético, com medo, e incapaz de dormir, preocupado demais com a ideia do fantasma de Cynthia voltar para assombrá-lo como suas filosofias sugeriam. Ele tenta lutar contra ela evocando tradições literárias anteriores e procurando acrósticos em Shakespeare. Incapaz de encontrar alguma coisa, ele desliza para dentro do sono e desperta para encontrar tudo aparentemente em ordem. Ele zomba o show "decepcionante", e no último parágrafo lê-se:

Eu poderia isolar,conscientemente, pouco. Tudo parecia turvo, amarelo-nublado, rendendo nada tangível. Seus acrósticos ineptos, evasões sentimentais, teopatias—cada lembrança formou ondas de significado misterioso. Tudo parecia um amarelo turvo, ilusório, perdido.
Em meados da história, sobre o tema da não confiabilidade das ideias de Cynthia, o narrador faz alusão a um "romance ou conto (por algum escritor contemporâneo, creio), em que, para o autor desconhecido, as primeiras letras das palavras no seu último parágrafo, formava, como decifrado por Cynthia, uma mensagem de sua mãe morta".
Quando o parágrafo final da história é submetido a esta técnica, o resultado é o seguinte: Icicles by Cynthia. Meter from me Sybil. Os sincelos e o medidor são referências ao início da história, onde o narrador, que se orgulha de sua cuidadosa atenção aos detalhes, é paralisado pelos efeitos dos pingentes de gelo pingando e a sombra emitida por um medidor de estacionamento. Assim, esta é a torção nabokoviana: no final do conto, o leitor descobre que o narrador está sendo inconscientemente e zombeteiramente influenciado em sua escrita e acontecimentos em torno dele pelas irmãs mortas.
O próprio nome de Sybil aponta para o truque do parágrafo final, como a palavra acróstico foi aplicada pela primeira vez para as profecias de Sibila Eritreia, que foram escritas em folhas e dispostas de modo que as letras iniciais das folhas sempre formassem uma palavra. Sybil Vane é também uma personagem do único romance de Oscar Wilde, O Retrato de Dorian Gray. Ela é uma atriz que comete suicídio quando Dorian a rejeita, causando a primeira mudança no retrato e Dorian percebe a ligação entre ele e o retrato.

## Significado literário
A singularidade aparente desta abordagem narrativa criou fama por esta história, e o próprio Nabokov desreveu este dispositivo como algo que "só pode ser julgado uma vez em mil anos de ficção". O truque final de "As Irmãs Vane" originalmente passou despercebido quando o New Yorker rejeitou a história, e isso só foi revelado quando Nabokov escreveu uma carta para a editora de ficção, Katharine A. White, explicando a fundação da história.